# 16750 Marisandoz
16750 Marisandoz (1996 QL) là một tiểu hành tinh vành đai chính được phát hiện ngày 18 tháng 8 năm 1996 bởi R. Linderholm ở Lime Creek.